# 18698 Racharles
18698 Racharles è un asteroide della fascia principale. Scoperto nel 1998, presenta un'orbita caratterizzata da un semiasse maggiore pari a 2,4213519 UA e da un'eccentricità di 0,1006095, inclinata di 2,98669° rispetto all'eclittica.